# استاروگیلوو
استاروگیلوو (انگلیسی: Starogilevo) یک شهرک در شهرستان بلاگووشچنسکی باشقیرستان کشور روسیه است.